# Klapwijk (Pijnacker-Nootdorp)
Klapwijk is de naam van een woonwijk in de Nederlandse gemeente Pijnacker-Nootdorp.
Klapwijk ligt in het oosten van Pijnacker en bestaat uit voornamelijk grondgebonden woningen, gebouwd tussen 1988 en 1995. De wijk heeft geen winkelcentra.
Per auto is Klapwijk te bereiken via de N470 en de Klapwijkseweg. De beste openbaarvervoerverbinding voor de Klapwijkers is de Randstadrail, metro lijn E (Den Haag Centraal Station - Slinge). Zowel Station Pijnacker Centrum als Station Pijnacker Zuid liggen op ca. 10 minuten loopafstand van Klapwijk.
In de zestiende eeuw zien we dat bewoners in het gebied de naam Klapwijk krijgen. In 1577 vestigden
een jonge boer Cornelis Dircksz. en zijn vrouw Maritgen Jansdr. zich in de polder "Clapwyck". Zoals toen gebruikelijk werden hij en Maritgen aangeduid met de naam van de polder waarin zij woonden als Cornelis Dircksz. ‘van Clapwyck’ en Maritgen Jansdr. ‘van Clapwyck’. Toen het in 1813 wettelijk verplicht werd om een familienaam te hebben bleken allen die de familienaam ‘Klapwijk’ lieten registreren nakomelingen te zijn van Cornelis Dircksz. - zoon van Dirck - en Maritgen Jansdr. Ook nu nog is de naam Klapwijk volop in gebruik als achternaam.